# Décès en juillet 2002
Décès
- 1998
- 1999
- 2000
- 2001
- 2002
- 2003
- 2004
- 2005
- 2006

Pour une information complémentaire, voir la page d'aide.

| Date        | Nom                                | Activités                                                                                        | Âge | Source |
| ----------- | ---------------------------------- | ------------------------------------------------------------------------------------------------ | --- | ------ |
| 1er juillet | Diego Agurto                       | Footballeur international péruvien devenu entraîneur.                                            | 74  |        |
| 2 juillet   | Ray Brown                          | contrebassiste de jazz américain                                                                 | 75  |        |
| 2 juillet   | Daniel-Lesur                       | compositeur et organiste français                                                                | 93  |        |
| 4 juillet   | Laurent Schwartz                   | mathématicien français                                                                           | 87  |        |
| 5 juillet   | Antonio Domenicali                 | coureur cycliste italien                                                                         | 66  |        |
| 5 juillet   | Paul Claudon                       | Producteur et acteur français.                                                                   | 82  |        |
| 6 juillet   | John Frankenheimer                 | Cinéaste américain.                                                                              | 72  |        |
| 6 juillet   | Cheikh El Hasnaoui                 | Chanteur, musicien et auteur-compositeur-interprète algérien d'expression kabyle.                | 91  |        |
| 9 juillet   | Gerald Campion                     | Acteur britannique                                                                               | 81  | (en)   |
| 9 juillet   | Rod Steiger                        | Acteur américain                                                                                 | 77  |        |
| 9 juillet   | Vladimir V. Vasyutin               | cosmonaute ukrainien                                                                             | 50  |        |
| 10 juillet  | Albertin Dissaux                   | coureur cycliste belge                                                                           | 87  |        |
| 12 juillet  | Guglielmo Pesenti                  | coureur cycliste italien                                                                         | 68  |        |
| 13 juillet  | Mohamed El-Mallah                  | professeur docteur microbiologie égyptien                                                        | 62  |        |
| 14 juillet  | Roger Montané                      | peintre français                                                                                 | 86  |        |
| 14 juillet  | Joaquin Balaguer Ricardo           | président de la République dominicaine                                                           | 95  |        |
| 15 juillet  | Ke Pauk                            | ancien chef militaire khmer rouge                                                                | 68  |        |
| 17 juillet  | Valentina Kameniok-Vinogradova     | joueuse soviétique de volley-ball.                                                               | 59  |        |
| 17 juillet  | André Simonyi                      | Footballeur international français devenu entraîneur.                                            | 88  |        |
| 19 juillet  | Alexandre Ginzbourg                | dissident et journaliste russe                                                                   | 65  |        |
| 19 juillet  | Raymond de Geouffre de la Pradelle | avocat français                                                                                  | 91  |        |
| 23 juillet  | William Luther Pierce              | docteur en physique et idéologue racialiste américain                                            | 68  |        |
| 24 juillet  | Bam Cuttayen                       | chanteur et musicien mauricien                                                                   | 49  |        |
| 24 juillet  | Maurice Denham                     | acteur britannique                                                                               | 92  |        |
| 24 juillet  | Jean-Claude Loutsch                | médecin ophthalmologue, historien, héraldiste, généalogiste et peintre héraldiste luxembourgeois | 70  |        |
| 25 juillet  | Johannes Joachim Degenhardt        | cardinal allemand, archevêque de Paderborn                                                       | 76  |        |
| 26 juillet  | Tony Anholt                        | acteur britannique                                                                               | 61  | (en)   |